# Man of War
"Man of War" es una canción de la banda de rock inglesa Radiohead, grabada durante las sesiones de su tercer álbum, OK Computer (1997), que no fue lanzada sino hasta 2017, cuando fue incluido en la reedición OK Computer OKNOTOK 1997 2017, y lanzado como una transferencia directa con un vídeo musical el 22 de junio.

## Historia
"Man of War" data por lo menos de 1995, cuando Radiohead la tocó varias veces en gira. El demo de la canción tenía el título "Big Boots".
Radiohead grabó una versión de la pista en marzo de 1998 en Abbey Road Studios para la película de 1998 The Avengers, pero no estaban satisfechos con los resultados. Las imágenes de la sesión aparecen en el documental de 1998 Meeting People Is Easy. El cantante Thom Yorke habló acerca de la sesión fallida: "Estábamos tan estropeados y entramos, tratamos de hacer la pista, pero no pudimos hacerlo. En realidad fue un período de tiempo muy difícil. Tuvimos un descanso de cinco semanas y toda la mierda estaba llegando a la superficie. Fue todo un poco raro, quiero decir que fuimos y tratamos de hacer esta vieja pista que teníamos y que simplemente no estaba sucediendo en absoluto. Fue un verdadero punto bajo después de esto.”

## Composición
Rolling Stone describió a "Man of War" como una "balada de ritmo medio" con cuerdas, piano y "fragmentos de guitarra eléctrica suave". Las letras son "ansiosas" y "nerviosas", con el estribillo "los gusanos vendrán por ti".

## Vídeo musical
El videoclip "Man of War", dirigido por Colin Read, alterna el día y la noche, con el estado de ánimo cambiando de "alegre a paranoico". Muestra a un hombre caminando desde un parque que parece despreocupado por día, pero "parece estar ocultando algo" por la noche.

## Músicos

### Radiohead
- Colin Greenwood
- Jonny Greenwood
- Ed O'Brien
- Phil Selway
- Thom Yorke

### Personal adicional
- Real Philharmonic Orquesta - Cuerdas
- Chris Blair – mastering
- Stanley Donwood – ilustraciones
- Nigel Godrich – producción, ingeniería
- Robert Ziegler - conducción
- Sam Petts Davis, Fiona Cruickshank - ingeniería
- Jim Warren – producción, ingeniería

## Listas
| Lista          | posición |
| -------------- | -------- |
| Francia (SNEP) | 179      |